# Swiss Women’s Hockey League A 2018/19
Die Saison 2018/2019 der Swiss Women’s Hockey League A war die 30. Austragung der höchsten Spielklasse im Schweizer Fraueneishockey und zugleich die 33. Schweizer Meisterschaft. Die Liga startete mit den gleichen Mannschaften wie im Vorjahr. Den Meistertitel gewann zum siebten Mal in der Vereinsgeschichte die Frauenmannschaft des HC Lugano.

## Modus
Der Spielmodus der SWHL A sieht eine Vorrunde (Phase 1) mit 10 Spielen pro Mannschaft sowie eine Masterround mit weiteren 10 Spielen je Mannschaft, unter Mitnahme der Hälfte der Punkte aus der Vorrunde, vor. Anschliessend spielen die Mannschaften auf den Plätzen 1 bis 4 Play-offs mit Halbfinale, Finale (beide im Modus Best-of-Five) und Spiel um Platz 3. Die Mannschaften auf Platz 5 und 6 ermitteln in einer Playout-Runde (Best-of-Five) den Teilnehmer an der Liga-Relegation zwischen SWHL A und B.

## Teilnehmer
Vor Saisonbeginn wurden die HC Lugano Ladies in einen eigenen, unabhängige Organisation überführt, um eine juristische und wirtschaftliche Trennung vom Profi- und Nachwuchs-Spielbetrieb zu ermöglichen. Zudem war die Saisonpause von zahlreichen Spieler- und Trainerwechseln sowie Rücktritten von langjährigen Spielerinnen geprägt. Vor allem die ZSC Lions mussten den Abgang von insgesamt elf Spielerinnen kompensieren und starteten mit einer stark verjüngten Mannschaft. Im Saisonverlauf wurden sowohl der neue Cheftrainer des HC Lugano, Steve Huard, als auch ZSC-Trainer Georg Taferner entlassen und durch ihre jeweiligen Assistenten ersetzt.
| Team                     | Trainer                         | Spielstätte                       |
| ------------------------ | ------------------------------- | --------------------------------- |
| HC Lugano                | Steve Huard, Nenad Ilic         | Cornèr Arena, Lugano              |
| SC Weinfelden            | Andrea Kröni                    | Güttingersreuti, Weinfelden       |
| SC Reinach               | Melanie Häfliger, Simon Theiler | Eishalle Oberwynental, Reinach    |
| EV Bomo Thun             | Bruno Allemann                  | Kunsteisbahn Grabengut, Thun      |
| Neuchâtel Hockey Academy | Yan Gigon, Thierry Bourquin     | Patinoires du Littoral, Neuenburg |
| ZSC Lions Frauen         | Georg Taferner, Diane Michaud   | Sportzentrum Heuried, Zürich      |

## Qualifikation

### Phase 1
Abkürzungen:S = Siege, OTS= Sieg nach Verlängerung oder Penaltyschiessen, OTN= Niederlage nach Verlängerung oder Penaltyschiessen, N = Niederlagen
| Rang | Verein                   | Spiele | S | OTS | OTN | N | Tore  | Punkte |
| ---- | ------------------------ | ------ | - | --- | --- | - | ----- | ------ |
| 1.   | HC Ladies Lugano         | 10     | 7 | 1   | 1   | 1 | 53:19 | 24     |
| 2.   | SC Reinach               | 10     | 7 | 0   | 1   | 2 | 40:16 | 22     |
| 3.   | ZSC Lions Frauen         | 10     | 6 | 0   | 1   | 3 | 27:21 | 19     |
| 4.   | Neuchâtel Hockey Academy | 10     | 5 | 0   | 0   | 5 | 27:27 | 15     |
| 5.   | EV Bomo Thun             | 10     | 2 | 1   | 0   | 7 | 15:40 | 8      |
| 6.   | SC Weinfelden            | 10     | 0 | 1   | 0   | 9 | 13:52 | 2      |

### Masterround
Der reguläre Saison der SWHL A wurde von den Ladies Lugano gewonnen, die 18 von 20 Spielen für sich entschieden und damit als Favorit in die Playoffs gingen.
| Rang | Verein                   | Spiele | S | OTS | OTN | N | Tore  | Punkte |
| ---- | ------------------------ | ------ | - | --- | --- | - | ----- | ------ |
| 1.   | HC Ladies Lugano         | 10     | 9 | 1   | 0   | 0 | 78:22 | 41     |
| 2.   | SC Reinach               | 10     | 6 | 1   | 0   | 3 | 49:29 | 31     |
| 3.   | ZSC Lions Frauen         | 10     | 6 | 0   | 2   | 2 | 40:26 | 30     |
| 4.   | Neuchâtel Hockey Academy | 10     | 3 | 1   | 1   | 5 | 27:29 | 20     |
| 5.   | EV Bomo                  | 10     | 1 | 0   | 1   | 8 | 7:60  | 8      |
| 6.   | SC Weinfelden            | 10     | 1 | 1   | 0   | 8 | 19:54 | 6      |

### Beste Scorer
Abkürzungen: Sp = Spiele, T = Tore, V = Assists, Pkt = Punkte, SM = Strafminuten; Fett: Bestwert
| Spieler           | Mannschaft               | Sp | T  | A  | Pkt | SM |
| ----------------- | ------------------------ | -- | -- | -- | --- | -- |
| Phoebe Stänz      | Ladies Lugano            | 19 | 30 | 22 | 52  | 10 |
| Romy Eggimann     | Ladies Lugano            | 20 | 19 | 31 | 50  | 16 |
| Kate Leary        | Ladies Lugano            | 20 | 33 | 16 | 49  | 16 |
| Rahel Enzler      | SC Reinach               | 20 | 23 | 24 | 47  | 6  |
| Evelina Raselli   | SC Reinach               | 19 | 18 | 16 | 34  | 30 |
| Dominique Rüegg   | ZSC Lions                | 20 | 22 | 9  | 31  | 18 |
| Ophélie Ryser     | Ladies Lugano            | 20 | 20 | 7  | 27  | 14 |
| Simona Studentová | Neuchâtel Hockey Academy | 20 | 15 | 12 | 27  | 20 |
| Noemi Ryhner      | SC Reinach               | 20 | 15 | 10 | 25  | 16 |
| Nina Waidacher    | ZSC Lions                | 18 | 9  | 16 | 25  | 28 |

## Play-offs
|  | Halbfinale | Halbfinale               | Halbfinale |                  |  | Finale | Finale                   | Finale |
|  |            |                          |            |                  |  |        |                          |        |
|  |            |                          |            |                  |  |        |                          |        |
|  | 1.         | HC Ladies Lugano         | 3          |                  |  |        |                          |        |
|  | 4.         | Neuchâtel Hockey Academy | 1          |                  |  | 1.     | HC Ladies Lugano         | 3      |
|  |            |                          |            |                  |  | 3.     | ZSC Lions Frauen         | 0      |
|  |            |                          |            |                  |  |        |                          |        |
|  |            |                          |            | Spiel um Platz 3 |  |        |                          |        |
|  | 2.         | SC Reinach               | 1          |                  |  |        |                          |        |
|  | 3.         | ZSC Lions Frauen         | 3          |                  |  | 4.     | Neuchâtel Hockey Academy | 7      |
|  |            |                          |            |                  |  | 2.     | SC Reinach               | 1      |
|  |            |                          |            |                  |  |        |                          |        |

### Finalserie
| 2. März 2019 17:00 Uhr | HC Ladies Lugano Katy Leary (10:31) Lara Escudero (45:22) Lara Escudero (46:54) Laura Desboeufs (52:00) Katy Leary (59:38) | 5:2 (1:1, 0:1, 4:0) Spielbericht | ZSC Lions Frauen Dominique Rüegg (0:49) Lisa Rüedi (21:36) | Cornèr Arena, Porza Zuschauer: 121 |

| 3. März 2019 20:15 Uhr | ZSC Lions Frauen Lara Zimmermann (6:25) Monika Waidacher (46:53) | 2:4 (1:1, 0:3, 1:0) Spielbericht | HC Ladies Lugano Romy Eggimann (9:45) Romy Eggimann (30:14) Katy Leary (34:43) Romy Eggimann (35:55) | Kunsteisbahn Heuried, Zürich Zuschauer: 156 |

| 9. März 2019 18:15 Uhr | HC Ladies Lugano Laura Desboeufs (26:26) Lisa Poletti (36:47) Phoebe Stänz (45:04) Katy Leary (59:57) | 4:1 (0:0, 2:1, 2:0) Spielbericht Stand: 3:0 | ZSC Lions Frauen Jessica Schlegel (21:24) | Cornèr Arena, Porza Zuschauer: 314 |

### Kader des Schweizer Meisters
| Schweizer Meister HC Ladies Lugano | Torhüter: Jade Dübi, Giulia Mazzocchi Verteidiger: Nicole Bullo, Jasmine Fedulov, Federica Galtieri, Nicla Gianettoni, Emma Montalbetti, Gaia Mottis, Anneke Orlandini, Lisa Poletti, Nicole Vallario Stürmer: Nicole Andenmatten, Laura Desboeufs, Romy Eggimann, Lara Escudero, Kate Leary, Alicia Pagnamenta, Ophélie Ryser, Phoebe Stänz Trainer: Nenad Ilic |

### Beste Scorer
Abkürzungen: Sp = Spiele, T = Tore, V = Assists, Pkt = Punkte, SM = Strafminuten; Fett: Bestwert
| Spieler           | Mannschaft               | Sp | T | A | Pkt | SM |
| ----------------- | ------------------------ | -- | - | - | --- | -- |
| Phoebe Stänz      | Ladies Lugano            | 7  | 5 | 9 | 14  | 6  |
| Kate Leary        | Ladies Lugano            | 7  | 6 | 6 | 12  | 8  |
| Rahel Enzler      | SC Reinach               | 5  | 2 | 6 | 8   | 4  |
| Romy Eggimann     | Ladies Lugano            | 7  | 4 | 3 | 7   | 6  |
| Simona Studentová | Neuchâtel Hockey Academy | 5  | 5 | 1 | 6   | 8  |
| Lara Escudero     | Ladies Lugano            | 7  | 4 | 2 | 6   | 10 |
| Chelsea Bräm      | SC Reinach               | 5  | 3 | 2 | 5   | 12 |
| Laura Desboeufs   | Ladies Lugano            | 7  | 2 | 3 | 5   | 2  |
| Nina Waidacher    | ZSC Lions                | 7  | 2 | 3 | 5   | 20 |
| Dominique Rüegg   | ZSC Lions                | 7  | 3 | 1 | 4   | 35 |
| Jessica Schlegel  | ZSC Lions                | 7  | 2 | 2 | 4   | 12 |

## Play-outs
|  | Play-outs     |   |
|  |               |   |
|  |               |   |
|  | EV Bomo Thun  | 1 |
|  | SC Weinfelden | 3 |

Die Best-of-Five-Serie begann am 16. Februar 2019 und endete nach vier Spielen mit dem Ligaerhalt des SC Weinfelden.
|                              | Serie | 1   | 2   | 3   | 4   | 5 |
| ---------------------------- | ----- | --- | --- | --- | --- | - |
| EV Bomo Thun – SC Weinfelden | 1:3   | 3:4 | 2:3 | 1:6 | 2:4 | – |

## Liga-Qualifikation
Der Meister der SWHL B, das Frauenteam des EHC Brandis, bestritt gegen den EV Bomo Thun die Liga-Qualifikation. Die Best-of-Three-Serie begann am 16. März 2019 und endete nach zwei Siegen des EV Bomo Thun und dem damit verbundenen Ligaerhalt.

|  | Liga-Qualifikation |   |
|  |                    |   |
|  |                    |   |
|  | EV Bomo Thun       | 2 |
|  | EHC Brandis        | 0 |

|                            | Serie | 1   | 2   | 3 |
| -------------------------- | ----- | --- | --- | - |
| EV Bomo Thun – EHC Brandis | 2:0   | 4:1 | 8:1 | – |